# Болятко, Виктор Анисимович
Виктор Анисимович Болятко (18 апреля 1904, Екатеринослав, Екатеринославская губерния, Российская империя — 26 ноября 1965, Москва, СССР) — советский военный деятель, генерал-полковник (1959).

## Биография

Могила В. А. Болятко на Новодевичьем кладбище Москвы.

В сентябре 1928 года вступил в РККА, был направлен на службу в сапёрный эскадрон 3-й кавалерийской дивизии им. Котовского (Бердичев). В 1929 году окончил школу младшего начальствующего состава, в 1930 году поступил в Военно-техническую академию в Ленинграде. В 1932 году академия была реорганизована и разделена на несколько военных вузов, В. А. Болятко продолжил учёбу в Военно-инженерной академии в Москве, которую окончил в 1935 году и был направлен в Военный испытательный институт инженерной техники (Нахабино). В 1938 году на одном из учений обратил на себя внимание наркома обороны СССР К. Е. Ворошилова, который распорядился перевести его на работу в Генеральный штаб (ГШ), отдел укрепрайонов. Там В. А. Болятко возглавлял отделение, с июня 1941 года — глава отдела укрепрайонов ГШ. 
В начале Великой Отечественной войны на той же должности, участвовал в организации инженерного обеспечения войск, не раз выезжал на фронт. В 1942 году окончил ускоренные курсы Высшей военной академии имени К. Е. Ворошилова. 
4 ноября 1947 года назначен начальником Специального отдела ГШ, который занимался созданием Семипалатинского ядерного полигона, изучал поражающие факторы ядерных взрывов и противоатомную защиту войск и населения. 20 октября 1949 года Специальный отдел был преобразован в 6-е управление ГШ. Управление занималось организацией и проведением ядерных испытаний, подготовкой специалистов по ядерному вооружению и контролем работы спецотделов в различных видах Вооруженных Сил. 14 сентября 1954 года были проведены войсковые учения на Тоцком полигоне с применением ядерного оружия под руководством Г. К. Жукова. В. А. Болятко был заместителем руководителя по специальным вопросам, одновременно возглавлял группу специального обеспечения. Позднее участвовал и в других испытаниях ядерного оружия. В феврале 1959 года было создано 12-е Главное управление Министерства обороны СССР, 6-е управление ГШ было включено в его состав, в марте 1959 года В. А. Болятко был назначен его начальником (одновременно с 22 июня 1960 года — член Военного совета РВСН).
26 ноября 1965 года погиб в автокатастрофе, похоронен на Новодевичьем кладбище.

## Отзывы
Виктора Анисимовича, известного организатора освоения армией и флотом ядерного оружия, отличали перспективность и масштабность мышления, строгость в обращении со всем, что касалось нового вооружения. … Он всегда умел видеть перспективу. … Многолетняя безаварийная эксплуатация ядерных зарядов на сильно защищенных и обустроенных и базах ядерного оружия подтвердила правильность решений В. А. Болятко.— Шитиков Е. А. Ядерная прелюдия Карибского кризиса. // Военно-исторический журнал. — 1998. — № 2. — С.38-44.

## Высшие воинские звания
- Генерал-майор инженерных войск (29 июля 1944)
- Генерал-лейтенант (29 сентября 1953)
- Генерал-полковник (25 мая 1959)

## Награды
- Четыре ордена Ленина (1949, 1954, 1961)
- Три ордена Красного Знамени (1939; 31.07.1944; 1949)
- Орден Кутузова II степени (10.06.1945)
- Орден Отечественной войны I степени (27.02.1944)
- Три ордена Красной Звезды (1939; 1944; 1946)
- Медаль «За оборону Москвы»
- Медаль «За победу над Германией в Великой Отечественной войне 1941—1945 гг.»
- Юбилейная медаль «Двадцать лет Победы в Великой Отечественной войне 1941—1945 гг.»
- Юбилейная медаль «30 лет Советской Армии и Флота»
- Юбилейная медаль «40 лет Вооружённых Сил СССР»
- Медаль «В память 800-летия Москвы»
- Сталинская премия второй степени (1951) — за участие в разработке методов испытаний и проведении испытаний изделий РДС
- Сталинская премия второй степени (1953) — за подготовку и проведение испытаний изделий РДС-6с, РДС-4 и РДС-5 на полигоне № 2

## Память
- Имя генерал-полковника Болятко присвоено 12-му Центральному научно-исследовательскому институту Минобороны России.
- В октябре 2020 года на исторической стене Гефсиманского скита, на территории которого расположен институт, торжественно открыта мемориальная доска, посвященная генерал-полковнику Виктору Анисимовичу Болятко[2].